# RTL 4
RTL 4 (Radio Télévision Luxembourg 4) is een commerciële Nederlandstalige Luxemburgse televisiezender die sinds 1989 uitzendt op de Nederlandse televisie.
RTL 4 valt samen met RTL 5, RTL 7, RTL 8 en RTL Z onder RTL Nederland. RTL 4 richt zich als hoofdzender van de uitzendgroep op een brede commerciële doelgroep. In Nederland is RTL 4 na NPO 1 de best bekeken televisiezender.
In Luxemburg is RTL 4 vrij te ontvangen, in Nederland zijn de uitzendingen alleen beschikbaar als betaaltelevisie.

## Geschiedenis

### RTL-Véronique
De zender startte onder de naam RTL-Véronique op 2 oktober 1989 als jongerenzender. In de aanloop naar de lancering was de werknaam Radio Téle Véronique. Commerciële televisie vanaf Nederlands grondgebied was eind jaren tachtig nog een groot punt van discussie, maar aangezien Véronique officieel een Luxemburgse zender was en via de zogeheten U-bochtconstructie uitzond, werd deze op de Nederlandse kabel toegelaten. Dit in tegenstelling tot TV10, het commerciële initiatief van televisieproducent Joop van den Ende, dat door het Commissariaat voor de Media niet conform de wet werd bevonden. Hierop strandde eerder in 1989 ook het initiatief ATV/EPTV van drie publieke omroepen en vier uitgeversorganisaties.
RTL-Véronique werd oorspronkelijk gefinancierd door Veronica, de Nederlandse Middenstandsbank (NMB), Rabobank, Credit Lyonnais, Philips, Lex Harding (Tornado BV) en het Luxemburgse bedrijf CLT (Compagnie Luxembourgeoise de Télédiffusion, later CLT-UFA, maar tegenwoordig RTL Group SA). De eerste uitzending was op maandag 2 oktober 1989. In december 1989 werden de aandelen van de Rabobank, NMB, Credit Lyonnais, Veronica, Lex Harding (Tornado BV) overgenomen door VNU en Elsevier. CLT bleef haar aandeel houden en bleef feitelijk de controlerende partij met de uitzendlicentie in Luxemburg.
Gezichten van het eerste uur waren Jeroen Pauw, Irene Moors, Viola Holt, Dieuwertje Blok, Catherine Keyl, Jan de Hoop, Caroline Tensen, Pauline Dekker, Wessel van Diepen, Patty Brard, Jur Raatjes, Mariëtte Bruggeman, Anniko van Santen, Manon Thomas, Marc Jacobs, Sander Simons, Elles Berger, Marc Postelmans, Rob van Rees, Jaap van Meekren, Heleen de Boer, John Bernard, Reinier van den Berg, Ria van Eijndhoven, Gert Berg en Loretta Schrijver.
Het gezicht van fotomodel Daphne Deckers fungeerde tevens als 'uithangbord' van het commerciële station. In de directie zetelden de Luxemburger Freddy Thyes (namens CLT), ex-Veronica-topman Lex Harding en de latere Endemol-bestuurder Ruud Hendriks.
RTL-Véronique richtte zich vooral op jongeren en had weinig materiaal om uit te zenden. Joop van den Ende had wel programma's en televisiesterren, maar door het TV10-debacle en de boycot door de publieke omroepen kon hij zijn programma's niet kwijt.

### RTL 4
Begin 1990 sloot RTL-Véronique een overeenkomst met Van den Ende, waardoor de slecht bekeken jongerenzender vanaf maart dat jaar het cijfer 4 in de slogan 4ever ging voeren met campagnes als ‘zet hem op 4’. Per september 1990 wijzigde de naam officieel in RTL 4 en werd Veronique geschiedenis.
De zender is statutair/formeel gevestigd in Luxemburg en is daardoor niet gehouden aan bepaalde Nederlandse regelgeving (bijvoorbeeld met betrekking tot reclame en sponsoring).

#### Vormgeving
RTL 4 heeft een aantal veranderingen doorgemaakt vooral in 1998 toen het logo en programmering een vernieuwing kreeg. Het logo van RTL 4 is in de zomer van 1990, de herfst van 1990, in 1997 en in 1998 veranderd. Op 1 oktober 2001 kreeg RTL 4 een nieuwe vormgeving, maar het thema en het logo was ongewijzigd. In 2004 heeft RTL 4 andere leaders en bumpers en op 12 augustus 2005 kreeg RTL 4 opnieuw een nieuw logo. Op 1 juni 2007 stapte heel RTL Nederland over op breedbeeld. Met deze verandering kreeg RTL 4 ook een nieuwe huisstijl waarin de sterren van RTL 4 centraal staan. Inmiddels is ook deze huisstijl weer verlaten en zijn op 1 februari 2008 bumpers te zien waarin naast een door ronddraaiende balkjes gevormde 4 objecten als wijnglazen en parels naar beneden vallen. Op 26 augustus 2013 veranderde RTL 4 weer zijn logo met een nieuwe vormgeving, net als de andere RTL-zenders die overgingen op een ander vormgeving en logo tussen 2010 en 2012. Op 1 september 2016 wijzigde het logo van RTL 4 opnieuw waarbij de corporate vormgeving van de letters RTL werden geïntegreerd met het RTL 4-logo. Op 1 mei 2023 heeft RTL4 een nieuw logo gekregen. Net zoals de overige RTL TV-zenders.

#### Radio activiteiten
RTL 4 heeft sinds begin jaren 90 een radiozusje gekend met daarin de benaming RTL. Deze zender wisselde regelmatig van naam (RTL 4 Radio, RTL Radio, Happy RTL, RTL Rock Radio e.d.). In 1995 is de radiozender uiteindelijk hernoemd in Kink FM en in 1996 verkocht aan de Vereniging Veronica. Na de etherfrequentieveiling in mei 2003 kreeg de televisiezender weer een radiozusje genaamd RTL FM. Deze etherfrequentie moest op 8 juli 2006 overgedragen worden aan radiozender 100%NL, omdat deze op onterechte gronden aan RTL Nederland was toebedeeld. Door tegenvallende luistercijfers na het verlaten van de etherfrequenties is het radiostation in december 2006 als Sky Radio uitgezonden, dat gedurende de kerstperiode kerstmuziek uitzond op de kabelfrequenties van RTL FM onder naam 'RTL FM presents: Sky Radio - The Christmas Station', waarna jongerenzender TMF samen met de Sky Radio Groep de kabelfrequenties overnam om er het programma van TMF Radio op uit te zenden. TMF Radio is begin 2007 volledig overgedragen aan Sky Radio Groep en MTV Networks en is uiteindelijk tot Hitradio Veronica omgedoopt om internet-only te worden. Op 1 oktober 2007 verkreeg RTL Nederland dankzij de Talpa-transactie het radiostation 538 dat eind december 2011 weer aan Talpa werd afgestoten. Van augustus 2008 tot 10 maart 2017 was het bedrijf ook actief met de internetradiozender RTL Lounge Radio. Sindsdien heeft RTL geen radioactiviteiten meer in Nederland.

## Beeldmerk

2005 – 2013
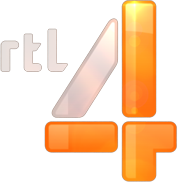
2013 – 2016
2016 – 2023
1 mei 2023 – heden

## Programma's
Lijst van televisiekanalen in Nederland